# Anthony E. Zuiker
Anthony E. Zuiker (17 de agosto de 1968) es el creador y productor ejecutivo de la serie de televisión estadounidense CSI: Crime Scene Investigation. Produjo las cuatro ediciones de la franquicia CSI: CSI: Crime Scene Investigation, CSI: Miami, CSI: New York y CSI: Cyber. También colaboró en la escritura de la película Terminator Salvation.

## Personal
Zuiker nació en Blue Island, Illinois, posteriormente con su familia se mudó a Las Vegas, Nevada.
Zuiker asistió a la Universidad de Arizona, en Tempe, Arizona durante tres años. Luego se cambió a la Universidad de La Verne en La Verne, California, antes de cambiarse a la Universidad de Nevada en Las Vegas, donde se graduó. Durante cuatro años estuvo involucrado en competencias forenses de su universidad, llegando hasta semifinales en un torneo nacional.
En una charla en el "Festival Internacional de Escritores de Misterio" en junio de 2008, Zuiker contó que él trabajaba como conductor en un tranvía en Las Vegas, cuando se le ocurrió la idea de hacer una serie. Fue así como contó que fue su esposa, la que le dio la idea de utilizar la temática forense para esta. Cuenta que un día estaba a punto de salir a jugar baloncesto, cuando su esposa le dijo que se quedara un rato con ella para ver un programa forense en el Discovery Channel. "Decidí quedarme y todo cambió", confesó Zuiker, que también admitió que no sabía nada de como escribir guiones para la televisión, por lo que su argumento para la serie "rompió las reglas", creando así un nuevo concepto visual y de estilo narrativo.

## Premios
El 25 de octubre de 2007, recibió el "Big Brother Award Austria 2007" en la categoría de comunicación y marketing. El jurado ha dicho, entre otras cosas que "La serie de televisión CSI presenta equipos de vigilancia, análisis de ADN y el derrocamiento de los derechos civiles en una crítica, trivial y peligrosa de forma unilateral". Además, los derechos de las personas en general y de los sospechosos, en particular, están representados principalmente como obstáculos de las investigaciones.

## Trivia
Un teatro escuela es llamado por su nombre: The Anthony E. Zuiker Theater at the Chaparral High School, en Nevada. Zuiker se graduó de aquella escuela anteriormente en 1986.